# Torre Pallavicina
Torre Pallavicina é uma comuna italiana da região da Lombardia, província de Bérgamo, com cerca de 1.063 habitantes. Estende-se por uma área de 10 km², tendo uma densidade populacional de 106 hab/km². Faz fronteira com Fontanella, Orzinuovi (BS), Pumenengo, Roccafranca (BS), Soncino (CR).

## Demografia
| Variação demográfica do município entre 1861 e 2011                               |
|                                                                                   |
| Fonte: Istituto Nazionale di Statistica (ISTAT) - Elaboração gráfica da Wikipedia |